# 1697 w polityce

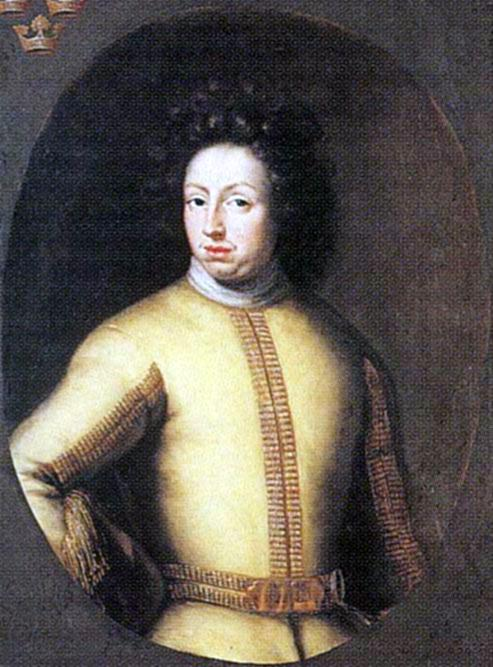
Karol XI Wittelsbach

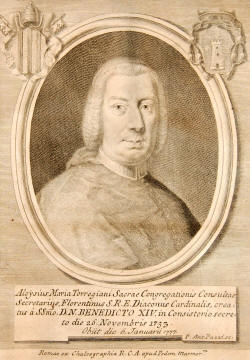
Luigi Maria Torregiani

Wydarzenia polityczne w 1697 roku.

## Wydarzenia
- 12 maja książę Saksonii August II Mocny został królem Polski[1].

## Urodzili się
- 18 października Luigi Maria Torregiani, włoski kardynał[2].

## Zmarli
- 5 kwietnia Karol XI Wittelsbach, król Szwecji[3].